# Chanoides
Chanoididae, Chanoides macropoma
Famille
Genre
Espèce
Synonymes
- Clupea macropoma Agassiz, 1835

Chanoides est un genre fossile de poissons marins à nageoires rayonnées, assez mal connu, rattaché à ordre des Gonorynchiformes et à la famille éteinte des Chanoididae à laquelle il a donné son nom,,. 
La seule espèce de ce genre est Chanoides macropoma.
L'une des espèces actuelles la plus proche de cet animal est le Poisson-lait ou Chano (Chanos chanos), l'unique espèce vivante de la famille des Chanidae.

## Classification
L'espèce Chanoides macropoma a été initialement décrite en 1835 par Louis Agassiz sous le protonyme de Clupea macropoma, une espèce de harengs. En 1901, le paléontologue britannique Arthur Smith Woodward crée le genre Chanoides pour l'y classer. Et en 2005 l'ichtyologiste et paléontologue belge Louis Taverne (d) crée la famille des Chanoididae qui ne contient actuellement que ce genre et cette espèce.

### Genres et espèces
Chanoides est placé au sein des Gonorynchiformes en compagnie de genres actuels comme Chanos, Gonorhynchus et Kneria.
Deux autres espèces italiennes ont été attribuées un temps au genre Chanoides :
- C. chardoni du Crétacé supérieur (Campanien à Maastrichtien) de Nardò (province de Lecce) ;
- C. weberi, également du Crétacé supérieur (Santonien) d'Apricena (province de Foggia).

Ces deux espèces en ont été ultérieurement exclues : la première a été attribuée au nouveau genre Nardonoides, tandis que la seconde a été considérée comme un nomen dubium (nom douteux) par Mayrinck et ses collègues en 2015.

### Découverte et datation
Les fossiles de Chanoides et d'une autre espèce proche Coelogaster leptostea, ne sont connus que sur le célèbre site paléontologique (Lagerstätte) du Monte Bolca sur la zone dite de « Pesciara », en Vénétie (Italie). Ils sont cependant relativement rares à la différence de la plupart des espèces de poissons de ce gisement fossilifère. Chanoides macropoma a vécu dans les mers tropicales de l'océan Téthys, précurseur de la Méditerranée, au cours de l'Éocène inférieur (Yprésien), il y a environ entre 49 et 48,5 Ma (millions d'années),. 
L'environnement péri-récifal tropical de l'Éocène du Monte Bolca est sous influence à la fois côtière et de mer ouverte. Dans cet environnement, les fossiles ont été préservés dans des sédiments calcaires laminés, déposés dans une dépression à faible énergie, sous un environnement anoxique.

## Description

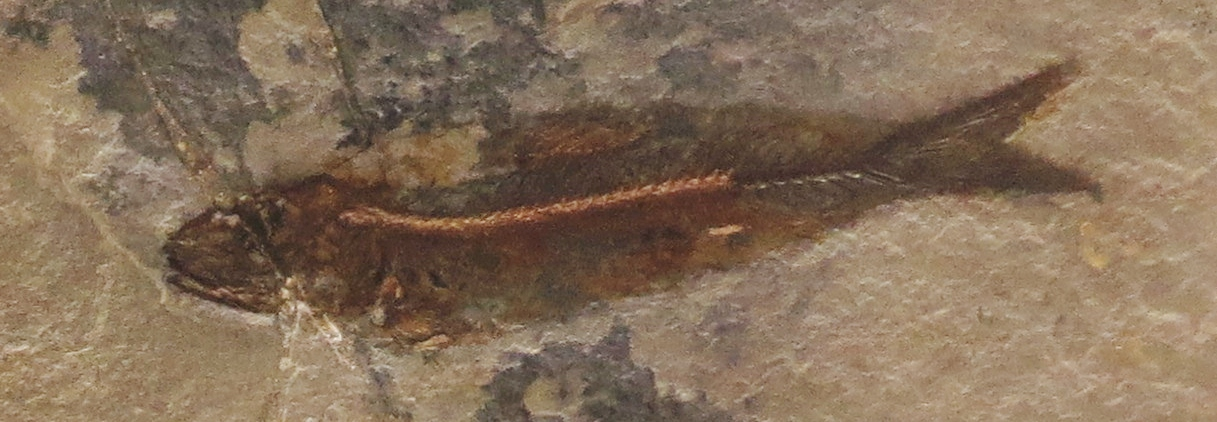
Fossile de Chanoides macropoma.

Chanoides est un poisson de taille modeste, ne dépassant pas 15 centimètres de long, son corps est fin et allongé, un peu comme celui des harengs. Sa tête est longue et étroite, avec de grands yeux et un museau légèrement pointu. La nageoire dorsale est triangulaire et pointue, placée à environ la moitié de la longueur du corps. La nageoire caudale est très fourchue.
Son appareil de Weber, une structure anatomique qui relie la vessie natatoire à l'oreille moyenne, comprend une forme unique de trépied, moins spécialisée que celles de la plupart des espèces de poissons proches vivant actuellement. Ses mâchoires ressemblent à celles des Cypriniformes actuels en raison de la présence de dents confinées au cinquième élément cératobrachien.